# Mét trên giây
Mét trên giây là một đơn vị SI dẫn xuất cho cả tốc độ (đại lượng vô hướng) và vận tốc (đại lượng vectơ) xác định cả về độ lớn và hướng), định nghĩa bằng khoảng cách (tính bằng mét) chia cho thời gian (tính bằng giây).
Mét trên giây là đơn vị chính của tốc độ.
Ký hiệu viết tắt chính thức theo SI là m·s−1, hoặc tương đương m/s hay {\displaystyle {\tfrac {\mbox{m}}{\mbox{s}}}}; mặc dù cách viết ký hiệu mps đôi khi còn sử dụng, nhưng nó hoàn toàn sai theo như BIPM (International Bureau of Weights and Measures). Trên một vài bậc độ lớn thì việc sử dụng đơn vị mét trên giây là bất tiện, như trong các phép đo về thiên văn, vận tốc có thể đo bằng kilômét trên giây, với 1 km/s tương đương bằng 103 mét trên giây.

## Chuyển đổi
1 m/s tương đương với:
= 3,6 km·h−1 (chính xác)
≈ 3,2808 feet trên giây (xấp xỉ)
≈ 2,2369 dặm trên giờ (xấp xỉ)
≈ 1,9438 knots (xấp xỉ)
1 feet trên giây = 0,3048 m·s−1 (chính xác)
1 dặm trên giờ ≈ 0,4471 m·s−1 (xấp xỉ)
1 km·h-1 ≈ 0,2778 m·s−1 (xấp xỉ)
1 kilômét trên giây tương đương với:
≈ 0,6213 dặm trên giây (xấp xỉ)
≈ 2.237 dặm trên giờ (xấp xỉ)
= 1.000 mét trên giây (chính xác)

## Liên hệ với các phép đo khác
Mặc dù m·s−1 là đơn vị SI dẫn xuất, nó có thể coi là một đại lượng cơ bản hơn mét, do nó được suy ra từ tốc độ ánh sáng trong chân không, và được định nghĩa chính xác bằng 299 792 458 m·s−1 bởi BIPM. Từ đó một mét là độ dài mà ánh sáng truyền đi trong chân không với khoảng thời gian bằng 1/299 792 458 của một giây.